# Albert Sambi Lokonga
Albert-Mboyo Sambi Lokonga (sinh 22 tháng 10 năm 1999) là một cầu thủ bóng đá Bỉ thi đấu ở vị trí tiền vệ cho câu lạc bộ Luton Town theo dạng cho mượn từ Arsenal và Đội tuyển bóng đá quốc gia Bỉ.

## Sự nghiệp câu lạc bộ

### Anderlecht
Sambi Lokonga ký hợp đồng chuyên nghiệp đầu tiên cùng với R.S.C. Anderlecht ngày 10 tháng 11 năm 2017. Anh ra mắt chuyên nghiệp cho Anderlecht trong chiến thắng 1–0  trước K.A.S. Eupen vào ngày 22 tháng 12 năm 2017. Vào ngày 27 tháng 9 năm 2020, anh ghi bàn thắng đầu tiên trong sự nghiệp của mình khi Anderlecht cầm hòa Eupen với tỷ số 1-1.

### Arsenal
Vào ngày 19 tháng 7 năm 2021, Arsenal xác nhận việc ký hợp đồng với Sambi Lokonga với giá 18 triệu bảng Anh.Lokonga có trận ra mắt Arsenal trong thất bại 0-2 trước Brentford.

#### Crystal Palace(cho mượn)
Vào ngày cuối cùng của kỳ chuyển nhượng mùa đông,Lokonga chính thức gia nhập Crystal Place theo dạng cho mượn có thời hạn đến hết mùa giải 2022-23.

## Sự nghiệp quốc tế
Lokonga từng đại diện cho Bỉ ở các cấp độ U-17, U-19, U-21. Anh lần đầu được triệu tập lên đội tuyển quốc gia vào tháng 3 năm 2021. Anh có trận đấu ra mắt Đội tuyển bóng đá quốc gia Bỉ trong chiến thắng 5-2 ở chuyến làm khách trước Estonia tại Vòng loại FIFA World Cup 2022 khu vực châu Âu. Anh vào sân ở phút thứ 74 thay cho đội trưởng Eden Hazard.

## Cuộc sống cá nhân
Sambi Lokonga sinh ra ở Bỉ và có gốc Congo, anh trai của anh, Paul-José M'Poku cũng là một cầu thủ bóng đá.